# Fredericia Kommune
Fredericia Kommune ist eine dänische Gemeinde in der Region Syddanmark. Sie erstreckt sich über eine Fläche von 133,60 km² und zählt 52.173 Einwohner (Stand 1. Januar 2023). Der Sitz der Verwaltung ist in Fredericia.
Fredericia Kommune wurde im Zuge der Verwaltungsreform von 1970 gebildet und blieb bei der neuerlichen Verwaltungsreform des Jahres 2007 in vollem Umfang erhalten. Dabei wechselte die Kommune vom Vejle Amt in die neue Region Syddanmark. Die Kommune arbeitet innerhalb der Region Trekantområdet mit fünf benachbarten Kommunen zusammen.

## Kirchspielsgemeinden und Ortschaften in der Kommune
Auf dem Gemeindegebiet liegen die folgenden Kirchspielsgemeinden (dän.: Sogn) und Ortschaften mit über 200 Einwohnern  (byområder (dt.: „Stadtgebiete“) nach Definition der Statistikbehörde); Einwohnerzahl am 1. Januar 2023, bei einer eingetragenen Einwohnerzahl von Null hatte der Ort in der Vergangenheit mehr als 200 Einwohner:

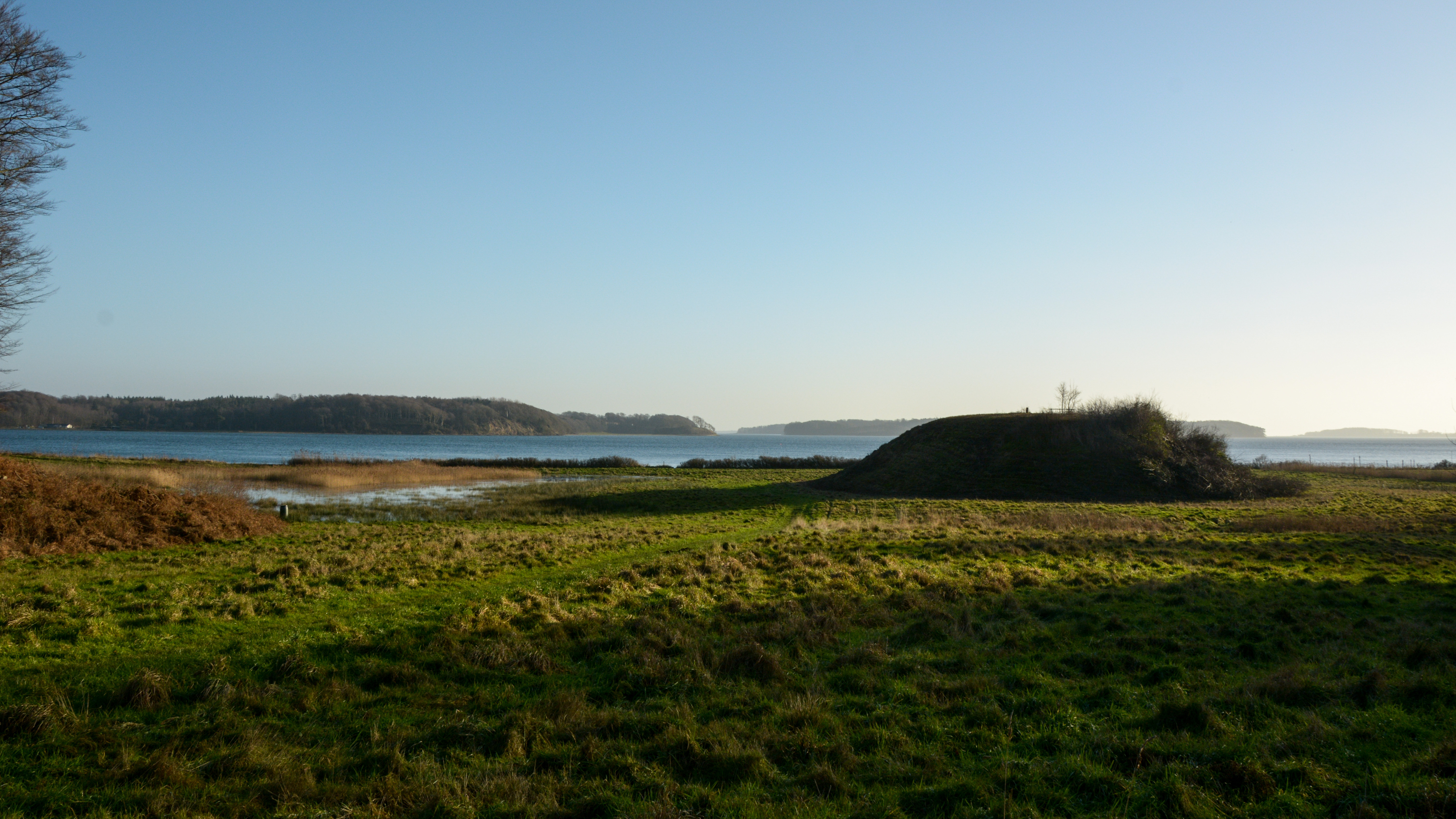
Høneborg

| Nr. | Kirchspiel           | Einwohner | Ortschaft                                              | Einwohner                                                 |
| --- | -------------------- | --------- | ------------------------------------------------------ | --------------------------------------------------------- |
| 03  | Bredstrup Sogn       | 1.654     | Bredstrup                                              | 444                                                       |
| 07  | Christians Sogn      | 9.043     |                                                        |                                                           |
| 10  | Erritsø Sogn         | 4.259     |                                                        |                                                           |
| 05  | Hannerup Sogn        | 9.527     |                                                        |                                                           |
| 01  | Herslev Sogn         | 766       | Herslev                                                | 336                                                       |
| 11  | Lyng Sogn            | 5.266     | Snoghøj (a)                                            | 1. Januar 2006: 02.461                                    |
| 02  | Pjedsted Sogn        | 834       | Pjedsted                                               | 591                                                       |
| 06  | Sankt Michaelis Sogn | 5.603     |                                                        |                                                           |
| 09  | Taulov Sogn          | 6.105     | Skærbæk Taulov                                         | 2.372 3.513                                               |
| 08  | Trinitatis Sogn      | 7.046     |                                                        |                                                           |
| 04  | Vejlby Sogn          | 1.914     | Bøgeskov Egeskov Trelde-Østerby Trelde (b) Østerby (b) | 324 638 648 1. Januar 2009: 00.301 1. Januar 2009: 00.320 |
| -   |                      |           | Fredericia                                             | 41.243                                                    |

## Partnerstädte
Die Kommune unterhält folgende Städtepartnerschaften:
- Grönland: Ilulissat
- Norwegen: Kristiansund
- Schweden: Härnösand
- Finnland: Kokkola
- Deutschland: Herford
- Litauen: Šiauliai